# Кабисов, Ацамаз Николаевич
Ацама́з Никола́евич Ка́бисов (осет. Къӕбысты Ацӕмӕз; 4 июня 1958, Сталинири — 1 июня 1997) — югоосетинский политический и военный деятель.
Стоял у истоков государственности Южной Осетии, активный участник и один из командующих национально-освободительного движения Южной Осетии во время Южноосетинской войны (1991—1992).

## Биография
Родился 4 июня 1958 года в Цхинвали. В 1975 г. окончил Цхинвальскую школу № 6. Поступил в Юго-Осетинский педагогический институт и Цхинвальское художественное училище им. Туганова, где проучился до 1980 года. В 1987 году завершил учёбу на факультете художественной обработки металла Московского ВХПУ им. Строганова, где также занимался и преподавательской деятельностью.
С 1989 года стоял в рядах защитников РЮО во время осетино-грузинского конфликта и был одним из командующих национально освободительного движения Южной Осетии. С 1992 года депутат Верховного Совета РЮО. Был Заместителем Председателя Верховного совета РЮО и вице-президентом конфедераций народов Кавказа. Увлекался искусством, боксом и коллекционированием. Являлся членом Союза Художников СССР. Трагически погиб в 1997 году.